# آق‌امام
آق‌امام، روستایی از توابع شهرستان مراوه تپه در استان گلستان ایران است.این روستا دارای جنگل سیار زیبا و بکر می باشد که هر ساله پذیرای خیل عظیم گردشگران می باشد. عمده درآمد مردمان این روستا از طریق دامداری و کشاورزی می باشد.

## جمعیت
این روستا در دهستان مراوه تپه قرار دارد و براساس سرشماری مرکز آمار ایران در سال ۱۳۸۵، جمعیت آن ۴،۴۳۲ نفر (۷۸۰خانوار) بوده‌است.